# Mijaíl Gnesin
Mijaíl Fabiánovich Gnesin (en cirílico ruso Михаил Фабианович Гнесин, Rostov del Don, 9 de enerojul./ 21 de enero de 1883greg.-Moscú, 5 de mayo de 1957 ) compositor y pedagogo ruso. Sus tres hermanas fundaron la Escuela Estatal de Música Gnessin y su padre era rabino.
Estudió en el Conservatorio de San Petersburgo, y tuvo como maestros a Nikolái Rimski-Kórsakov o a Aleksandr Glazunov, aunque su obra no parece muy influenciada por estos.
Entre sus numerosas obras destacan varios  lieder; y por temas como  Los macabeos o La juventud de Abraham se ganó el apodo del "Glinka judío". Aram Jachaturián y Tijon Jrénnikov fueron alumnos suyos.